# Wesley Swift
Wesley Albert Swift (* 6. September 1913 in New Jersey; † 8. Oktober 1970) war eine Führungsperson der Christian-Identity-Bewegung.

## Leben
Wesley Swift wurde als Sohn eines US-amerikanischen Methodistenpredigers geboren. Im Alter von 17 Jahren wandte er sich dem Evangelikalismus zu und schloss sich der Christian-Identity-Bewegung an. Es wurde ihm erlaubt in einer methodistischen Kirche zu predigen. Er ging nach Los Angeles und studierte dort am Kingdom Bible College. In Lancaster gründete er eine eigene Gemeinde mit dem Namen Anglo-Saxon Christian Congregation (später: Church of Jesus Christ-Christian) und war bestrebt, den Ku-Klux-Klan im Süden von Kalifornien neu zu beleben. Wesley Swift lehrte u. a., dass es neben der himmlischen Blutlinie der Nachkommen Abels auch eine Blutlinie der Schlange, d. h. Satans, existiere, die auf Kain zurückzuführen sei.
Er war ein Unterstützer von Joseph McCarthy während der McCarthy-Ära, zudem wurde er mit verschiedenen paramilitärischen Organisationen in Verbindung gebracht. Swift gilt als mutmaßlicher Mitbegründer der Christian Defense League, einer als extremistisch eingestuften Gruppierung in Nordamerika. Er galt als fesselnder Redner und Weggefährte von Gerald L. K. Smith. Swift verschaffte der Christian-Identity-Bewegung Popularität, indem er Anglo-Israelismus, Judenfeindlichkeit und extremistische politische Ideologien miteinander verband.